# نپته
نپته نام دولت‌شهری در کنار نیل در کشور باستانی نوبه بود. جایگاه این شهر امروزه در استان شمالیه کشور سودان واقع شده‌است.